# Tony Dees
Tony Dees (né le 6 août 1963) est un ancien athlète américain.

## Jeux olympiques
- Jeux olympiques d'été de 1992 à Barcelone ( Espagne)
  -  Médaille d'argent sur 110 m haies

## Championnats du monde d'athlétisme
- Championnats du monde d'athlétisme de 1993 à Stuttgart ( Allemagne)
  - 8e sur 110 m haies